# Pseudotyrannochthonius
Genre
Synonymes
- Tubbichthonius Hoff, 1951

Pseudotyrannochthonius est un genre de pseudoscorpions de la famille des Pseudotyrannochthoniidae.

## Distribution
Les espèces de ce genre se rencontrent en Australie, en Asie de l'Est, au Chili et aux États-Unis.

## Liste des espèces
Selon Pseudoscorpions of the World (version 3.0) :
- Pseudotyrannochthonius australiensis Beier, 1966
- Pseudotyrannochthonius bornemisszai Beier, 1966
- Pseudotyrannochthonius giganteus Beier, 1971
- Pseudotyrannochthonius gigas Beier, 1969
- Pseudotyrannochthonius gracilis Benedict & Malcolm, 1970
- Pseudotyrannochthonius hamiltonsmithi Beier, 1968
- Pseudotyrannochthonius incognitus (Schuster, 1966)
- Pseudotyrannochthonius jonesi (Chamberlin, 1962)
- Pseudotyrannochthonius octospinosus Beier, 1930
- Pseudotyrannochthonius queenslandicus Beier, 1969
- Pseudotyrannochthonius rossi Beier, 1964
- Pseudotyrannochthonius silvestrii (Ellingsen, 1905)
- Pseudotyrannochthonius solitarius (Hoff, 1951)
- Pseudotyrannochthonius tasmanicus Dartnall, 1970
- Pseudotyrannochthonius typhlus Dartnall, 1970
- Pseudotyrannochthonius utahensis Muchmore, 1967

et décrites depuis :
- Pseudotyrannochthonius eberhardi Harms & Harvey, 2013
- Pseudotyrannochthonius leichhardti Harms, 2013

Pseudotyrannochthonius dentifer, Pseudotyrannochthonius kobayashii, Pseudotyrannochthonius kubotai et Pseudotyrannochthonius undecimclavatus ont été placées dans le genre Spelaeochthonius par You, Yoo, Harvey et Harms en 2022.
Pseudotyrannochthonius cheni a été placée dans le genre Centrochthonius par Schwarze, Harms, Hammel et Kotthoff en 2022.

## Systématique et taxinomie
Ce genre a été décrit par Beier en 1930.
Tubbichthonius a été placé en synonymie par Beier en 1966.
Spelaeochthonius, placé en synonymie par Muchmore en 1967, a été relevé de synonymie par You, Yoo, Harvey et Harms en 2022.

## Publication originale
- Beier, 1930 : « Alcuni Pseudoscorpioni esotici raccolti dal Prof. F. Silvestri. » Bollettino del Laboratorio di Zoologia Generale e Agraria del R. Istituto Superiore Agrario in Portici, vol. 23, p. 197-209.